# Liste der Kellergassen in Dürnkrut
Die Liste der Kellergassen in Dürnkrut führt die Kellergassen in der niederösterreichischen Gemeinde Dürnkrut an.
| Foto |                 | Kellergasse            | Standort                | Beschreibung |
| ---- | --------------- | ---------------------- | ----------------------- | --- |
| ja   | Datei hochladen | Franz Holbein Straße   | KG: Dürnkrut Standort   | Die Kellergasse ist eine einseitige Einzelkellergasse an einer Geländekante an der nördlichen Ortsausfahrt. Sie besteht aus 15 Gebäuden (davon vier Um- oder Neubauten) und hat eine Länge von 150 Metern. |
| BW   | Datei hochladen | Kirchenberg            | KG: Dürnkrut Standort   | Das Kellergassensystem am nördlichen Ortsrand besteht aus zwei Kellerreihen an Geländekanten bzw. Hohlwegen in der aufgefächerten Straße Kirchenberg. Auf insgesamt etwa 200 Metern Länge befindet sich etwa ein Dutzend Keller, vorwiegend in Schildmauerform. |
| ja   | Datei hochladen | Pfarrgasse             | KG: Dürnkrut Standort   | Die einseitige Einzelkellergasse liegt an einer Geländekante im nordwestlichen Hintaus. Sie besteht aus 13 Gebäuden (davon vier Um- oder Neubauten) und hat eine Länge von 100 Metern. |
| BW   | Datei hochladen | Am Alten Friedhof      | KG: Waidendorf Standort | |
| BW   | Datei hochladen | Am Kruttberg           | KG: Waidendorf Standort | Die Kellergasse ist eine einseitige Einzelkellergasse an einer Geländekante im nordöstlichen Hintaus. Sie besteht aus 18 Gebäuden (davon sieben Um- oder Neubauten) und hat eine Länge von 150 Metern. Die älteste Datierung geht auf das Jahr 1902 zurück. |
| ja   | Datei hochladen | Bodenzeile             | KG: Waidendorf Standort | Die Kellergasse ist eine einseitige Einzelkellergasse an einer Geländekante, ursprünglich südöstlich etwas außerhalb des Dorfs angelegt, heute an eine neue Einfamilienhaussiedlung angrenzend. Sie besteht aus 24 Gebäuden (davon sechs Um- oder Neubauten) und hat eine Länge von 200 Metern. Die Keller sind mehrheitlich giebelständig. Die älteste Datierung geht auf das Jahr 1810 zurück. |
| ja   | Datei hochladen | Brunnhausstraße        | KG: Waidendorf Standort | Die Kellergasse ist eine einseitige Einzelkellergasse an einer Geländekante am östlichen Ortsrand. Sie besteht aus 34 Gebäuden und hat eine Länge von 350 Metern. Mehr als die Hälfte der Keller ist erneuerungsbedürftig. |
| BW   | Datei hochladen | Kirchenplatz/Mühlgasse | KG: Waidendorf Standort | Die Kellergasse ist eine am westlichen Ortsrand beidseitige, westlich außerhalb davon einseitige Einzelkellergasse an einer Geländekante. Sie besteht aus 50 Gebäuden und hat eine Länge von 500 Metern. Etwa 20 der Keller sind erneuerungsbedürftig oder verfallen. Die älteste Datierung geht auf das Jahr 1900 zurück.                                                                       |

| Foto:                    | Fotografie der Kellergasse (Gesamtheit). Klicken des Fotos erzeugt eine vergrößerte Ansicht. Daneben finden sich zwei Symbole: \| Weitere Bilder vorhanden \| Das Symbol bedeutet, dass weitere Fotos des Objekts verfügbar sind. Durch Klicken des Symbols werden sie angezeigt. \| \| Eigenes Foto hochladen \| Durch Klicken des Symbols können weitere Fotos des Objekts in das Medienarchiv Wikimedia Commons hochgeladen werden. \| |
| Name:                    | Bezeichnung der Kellergasse |
| Standort:                | Es ist die Katastralgemeinde (KG) angegeben. Durch Aufruf des Links Standort wird die Lage der Kellergasse in verschiedenen Kartenprojekten angezeigt. |
| Beschreibung             | Kurze Beschreibung der Kellergasse |
| Weitere Bilder vorhanden | Das Symbol bedeutet, dass weitere Fotos des Objekts verfügbar sind. Durch Klicken des Symbols werden sie angezeigt. |
| Eigenes Foto hochladen   | Durch Klicken des Symbols können weitere Fotos des Objekts in das Medienarchiv Wikimedia Commons hochgeladen werden. |